# Горки (Бурейский район)
Го́рки — упразднённое село в Бурейском районе Амурской области России. Исключено из учётных данных в 1974 году.

## География
Село располагалось на правом берегу реки Большие Симичи, на расстоянии примерно 20 километров (по прямой) к северу от села Семёновка.

## История
В 1930—1950-е годы действовал колхоз «Победитель тайги».
Решением Амурского исполкома от 7 июня 1974 года № 253, село Горки исключено из учётных данных как несуществующее.